# John Nevison
John Nevison, né en 1639 et mort le 4 mai 1684 ou 1685 selon les sources, aussi connu sous le nom de William Nevison, James Nevison, John Nevison ou Johnson ou Nevinson, était l'un des bandits de grand chemin les plus célèbres de Grande-Bretagne, un gentleman voyou surnommé Swift Nick par Charles II d'après une célèbre course de 200 miles (320 km) qu'il aurait effectuée de Kent à York, afin de se forger un alibi pour un vol qu'il avait commis plus tôt dans la journée. L'histoire a inspiré William Harrison Ainsworth pour en inclure une version modifiée dans son roman Rookwood (en), dans lequel il attribue l'exploit à Dick Turpin. Il existe des hypothèses selon lesquelles cet exploit aurait en réalité été réalisé par Samuel Nicks,. La série télévisée Dick le rebelle accole à Turpin un complice, Nick, surnommé « Swiftnick ».

## Biographie
Nevison naît en 1639, probablement à Wortley, West Riding of Yorkshire (aujourd'hui Yorkshire du Sud). Il reçoit une bonne éducation mais s'enfuit de la maison à l'âge de 13 ou 14 ans et a peut-être fini à Londres. Après divers méfaits, il est contraint de fuir aux Pays-Bas pour échapper aux poursuites, mais ayant de nouveau des démêlés avec les autorités, il rejoint les Flandres, s'enrôle dans l'armée du duc d'York et prend part à la bataille des Dunes en 1658. Après sa démobilisation, il revient en Angleterre en 1659 et s'occupe de son père pendant plusieurs années avant d'adopter la même profession que beaucoup d'anciens soldats de l'époque, celle de bandit de grand chemin. S'installant à Newark-on-Trent, il cible les voyageurs le long de la Grande route du Nord entre Huntingdon au sud et York au nord.
Au milieu des années 1670, ses activités font l'objet d'une enquête. Il est alors associé à d'autres bandits : Edmund Bracy, Thomas Wilbore, Thomas Tankerd, John Bromett et William (ou Robert) Everson, et John Brace ou Bracy (qui était peut-être le pseudonyme de Nevison). Les voleurs disposent de lieux sûrs à Tuxford et Wentbridge et partagent leur butin à l'auberge Talbot Inn à Newark. Nevison gagne une réputation de gentleman-brigand, élégamment vêtu, qui n'utilise jamais la violence contre ses victimes, toujours courtois et ne volant que les riches,. Royaliste convaincu, il détrousse de préférences les Parliamentarians, les collecteurs de loyers et les prêteurs sur gage.
Sa célèbre chevauchée du Kent à York a lieu en 1676, très tôt un matin après qu'il a détroussé un voyageur à Gad's Hill, près de Rochester. Il s'échappe en prenant le bateau pour traverser la Tamise et galope via Chelmsford, Cambridge et Huntingdon jusqu'à York, à environ 200 miles du lieu du crime. Il y parvient au coucher du soleil et s'assure de rencontrer le maire de la ville, en pariant sur un match de boules. Lorsqu'il est arrêté et jugé pour le vol de Gad's Hill, il fait appeler le maire comme témoin pour étayer son alibi et est déclaré non coupable.
Nevison est jugé et condamné pour le vol d'un cheval et pour brigandage aux assises de York en 1677. Il est emprisonné au château d'York mais après avoir proposé de dénoncer ses complices, il est gracié et doit être déporté. En 1681, il sort de prison pour être enrôlé dans une compagnie de soldats à destination de Tanger mais s'évade. Une récompense de 20 £ est offerte pour sa capture,. Il est arrêté le 6 mars 1684 à Sandal Magna près de Wakefield, et jugé pour le meurtre de Darcy Fletcher, un gendarme qui a tenté de l'arrêter près de Howley Hall à Soothill à Batley,. Il est conduit à York où, parce qu'il avait violé sa liberté conditionnelle, on lui « dit qu'il doit mourir car il est une terreur pour le pays ». Nevison est pendu à Knavesmire (en) le 4 mai 1684 et enterré dans une tombe anonyme de l'église St Mary, à Castlegate,.
Nevison était encensé par le public, et les ballades narrant ses actes sont restées populaires des siècles plus tard sous la forme d'une chanson folklorique « Bold Nevison the Highwayman » (Roud 1082). Le chanteur du Lincolnshire, Joseph Taylor (en), connaissait trois couplets d'une chanson sur Nevison. Percy Grainger a enregistré Taylor sur un phonographe en 1908 ; l'enregistrement original est disponible sur le site Web des Archives sonores de la British Library (en).

J'ai volé deux sous à un gentleman,
Je n'ai commis ni meurtre ni tué,
Mais j'ai été coupable toute ma vie,
Alors messieurs, faites ce que vous voulez

Quand j'ai parcouru les grands chemins,
J'ai toujours eu de l'argent en grande quantité ;
Et tout ce que je recherchais chez les riches,
je le donnais généreusement aux pauvres.
(Paroles tirées d'une broadside ballad des années 1850 imprimés à Manchester).

Dans le roman Swift Nick of the York Road de George Edgar (en), paru en 1913, Nevison est un gentleman dépossédé de sa fortune au jeu, qui gagne plusieurs duels et bénéficie finalement de la clémence du roi Charles,.
La Kentish Suite pour orchestre de Hubert Clifford (en), composée en 1935, a pour quatrième mouvement « Swift Nicks of Gad's Hill », avec le commentaire suivant : « Nicholas Nevinson était un bandit de grand chemin de l'époque qui exerçait son métier à Gads Hill Place près de Gravesend. Sa célèbre chevauchée vers York, généralement associée au nom de Dick Turpin, lui a valu son titre de gloire, et le roi Charles, en entendant parler de ses exploits, lui a accordé un pardon gratuit et l'a surnommé "Swift Nick"». La référence à Gad's Hill et le pardon apparaissent tous deux dans le récit de Defoe A Tour thro' the Whole Island of Great Britain (1724-1727).